# Первенство МХЛ в сезоне 2013/2014
Первенство МХЛ 2013/2014 — третий розыгрыш Первенства Молодёжной хоккейной лиги. В турнире принимают участие 28 команд из 3 стран: России, Латвии и Молдовы. Регулярный чемпионат начался 3 сентября 2014 года матчем на Кубок Открытия между учалинским «Горняком» и «Алтайскими Беркутами» из Барнаула. Матч завершился победой первых со счетом 6:2.

## Формат сезона
В регулярном чемпионате 28 команд были разделены на две конференции: Восточную и Западную. Внутри каждой конференции по два дивизиона по семь команд. Внутри дивизионов команды встречаются друг с другом по четыре раза, также они играют по 2 матча с командами из другого дивизиона этой конференции. Всего каждая команда играет по 38 матчей.

## Регулярный чемпионат
Победу в регулярном чемпионате в Западной конференции одержал «Беркуты Кубани», а в Восточной — «Мечел». Лучшим бомбардиром стал игрок «Россоши» Сергей Иванов, который набрал 51 очко.